# Éster

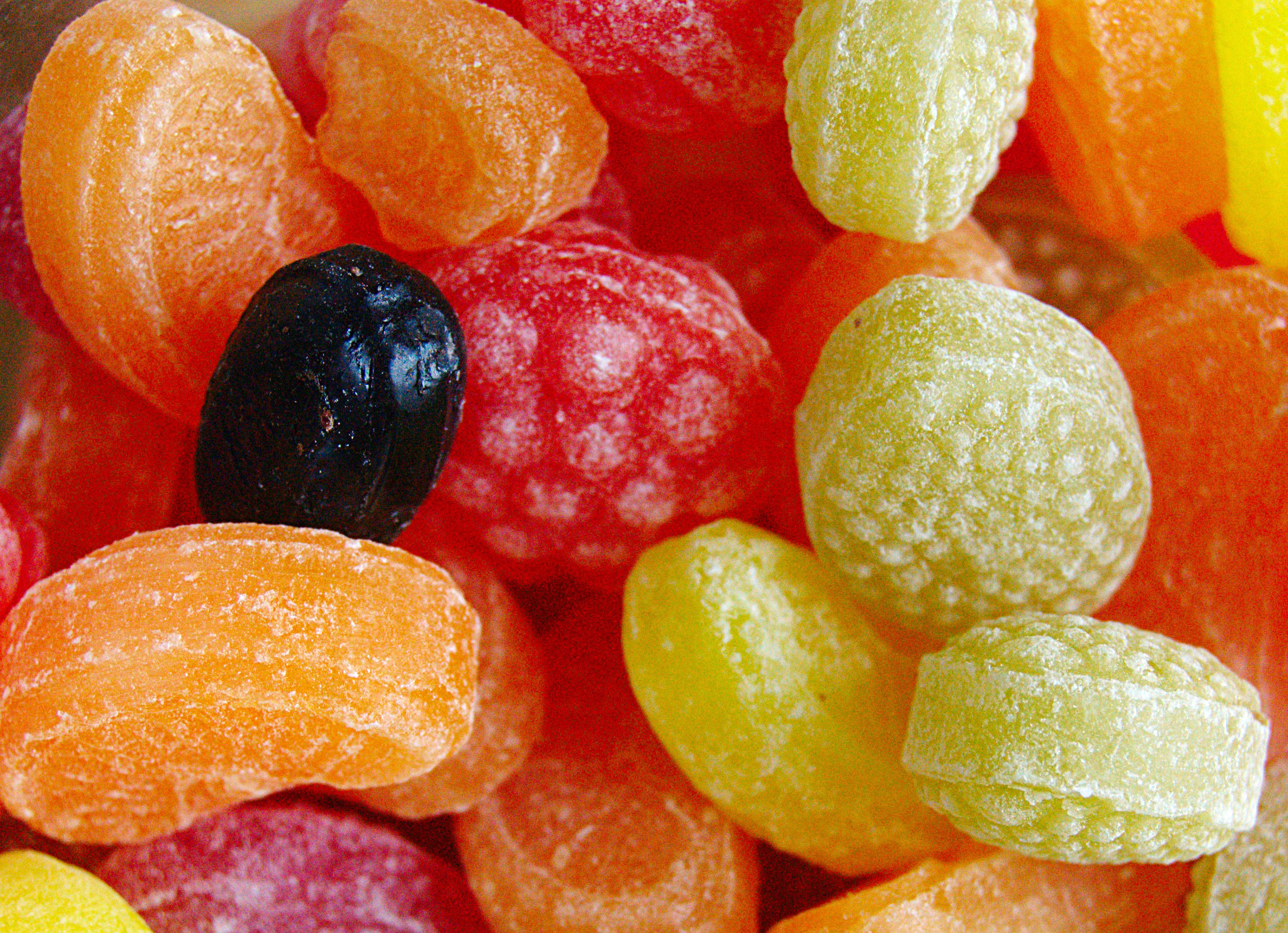
Uma das utilidades dos ésteres é conferir sabor a rebuçados (balas), pastilhas elásticas (chicletes), gelados (sorvetes), etc.

Na química, a função éster é caracterizada pela estrutura R-COOR'. Os ésteres carboxílicos apresentam uma alcoxila ligada à uma carbonila e são usualmente resultantes de uma reação entre álcoois (em alguns casos, fenóis) e ácidos carboxílico, e o resultado é a substituição de um átomo de hidrogênio presente na carboxila (-COOH) dos ácidos carboxílicos por um grupo alquila (R) ou arila (Ar). Já os ésteres inorgânicos resultam de reações entre álcoois e oxiácidos inorgânicos, de modo que o ácido perde um próton (H+) e se liga à cadeia que outrora pertencia a um álcool, após a perda da hidroxila (OH-) por esta molécula. Assim, reações de esterificação — como são denominadas as reações entre álcoois/fenóis e ácidos — também produzem água (HOH ou H2O).
Os ésteres mais comuns que se encontram na natureza são os triglicerídeos — triésteres de glicerina — constituintes de óleos e gorduras indispensáveis à alimentação humana. Além disso, também ocorrem no aroma das flores e no sabor dos frutos. A indústria emprega amplamente os ésteres ao conferir sabores artificiais a guloseimas e na fabricação de plásticos denominados poliésteres.

## Nomenclatura
A nomenclatura oficial (IUPAC) de ésteres é similar à de sais inorgânicos, isto é, troca-se o sufixo -ico do ácido que formou o éster por -ato e informa-se o nome do grupo restante. Observe os exemplos a seguir.

Etanoato de fenila, um éster orgânico que provém da reação entre ácido etanoico e fenol.
Benzoato de metila, um éster orgânico formado a partir da reação entre ácido benzoico e metanol.
Nitrato de etila, um éster inorgânico formado a partir da reação entre ácido nítrico e etanol.
Sulfato de etila, um tioéster inorgânico formado a partir da reação entre ácido sulfúrico e etanol.
Sulfato ácido de etila, um tioéster inorgânico formado a partir da reação entre ácido sulfúrico e etanol.
Trinitrato de gligerina, um éster inorgânico formado a partir da reação entre ácido nítrico e propan-1,2,3-triol (glicerina).

A partir da observação dos compostos apresentados acima, percebe que os ésteres orgânicos são marcados pela presença de um grupo comum de átomos. Trata-se do grupo funcional típico dessa classe de compostos, originado graças à união entre a carbonila do ácido carboxílico e o oxigênio do álcool. Assim, as representações genéricas de ácidos carboxílicos são:
|                                                     |  |                                                     |
| Representação genérica de éster orgânico alifático. |  | Representação genérica de éster orgânico aromático. |

No caso dos ésteres inorgânicos, é notável a constituição por uma região similar à de um oxiácido, exceto pela ausência de hidrogênios ácidos, e por outra semelhante à de um álcool, salva a ausência de hidroxila.
A nomenclatura usual dos ésteres segue o padrão da de ácidos carboxílicos e de seus demais derivados. Esse sistema de denominação remonta à origem de tais ácidos. O ácido fórmico (ácido metanoico), por exemplo, foi obtido historicamente a partir da maceração de formigas; ao passo que o ácido acético (ácido etanoico) é encontrado no vinagre — em latim, vinagre é acetum. A tabela a seguir apresenta as principais nomenclaturas usuais.
| Número de carbonos na cadeia principal | Prefixo oficial | Prefixo usual | Termo a que se refere o prefixo usual | Exemplos de nomenclaturas usuais              |
| -------------------------------------- | --------------- | ------------- | ------------------------------------- | --------------------------------------------- |
| Um                                     | Met-            | Form-         | Latim: Formica (formiga)              | Ácido fórmico, formato de etila.              |
| Dois                                   | Et-             | Acet-         | Latim: Acetum (vinagre)               | Ácido acético, acetato de n-propila.          |
| Três                                   | Prop-           | Propion-      | Grego: Proto (antes), pion (gordura)  | Ácido propiônico, propionato de etila.        |
| Quatro                                 | But-            | Butir-        | Latim: Butyrum (manteiga)             | Ácido butírico, butirato de metila.           |
| Cinco                                  | Pent-           | Valer-        | Raiz da valeriana                     | Ácido valérico, valerato de etila.            |
| Seis                                   | Hex-            | Capro-        | Latim: Caper (cabra)                  | Ácido caproico, caproato de sec-butila.       |
| Sete                                   | Hept-           | Enant-        | Grego: Oinanthe (vinho)               | Ácido enântico, enantato de metila.           |
| Oito                                   | Oct-            | Capril-       | Latim: Caper (cabra)                  | Ácido caprílico, caprilato de terc-butila.    |
| Nove                                   | Non-            | Pelargon-     | Pelargonium roseum                    | Ácido pelargônico, pelargonato de isopropila. |
| Dez                                    | Dec-            | Capr-         | Latim: Caper (cabra)                  | Ácido cáprico, caprato de metila.             |

## Métodos de obtenção

### Reações de substituição em ácidos carboxílicos e seus derivados

#### Esterificação
Ácidos carboxílicos e álcoois simples reagem em meio ácido, formando os ésteres e água. A reação é catalisada pela presença de ácidos fortes, como o ácido sulfúrico. Numa reação de esterificação, nunca se obtém 100% de rendimento em éster e água, pois somente uma parte do álcool e do ácido reagem, obtendo-se um equilíbrio com as quatro espécies químicas: álcool, ácido carboxílico, éster e água. Observe o exemplo em que a reação do ácido acético (ácido etanoico) com álcool etílico (etanol), forma acetato de etila (etanoato de etila) e água.

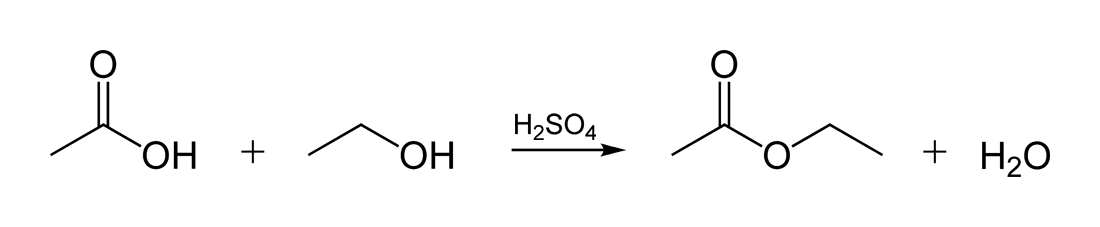
equilíbrio de esterificação

A reação é lenta na ausência de um catalisador. O ácido sulfúrico é um catalisador típico para esta reação. Como a esterificação é altamente reversível, o rendimento do éster pode ser melhorado usando o princípio de Le Chatelier:
- Usando o álcool em grande excesso (isto é, como solvente).
- Usando um agente desidratante: o ácido sulfúrico não apenas catalisa a reação, mas também sequestra a água (um produto da reação). Outros agentes de secagem, como peneiras moleculares, também são eficazes.
- Remoção de água por meios físicos, como destilação como azeótropos de baixo ponto de ebulição com tolueno, em conjunto com um aparelho Dean-Stark.

A reação funciona bem para álcoois primários e de forma satisfatória para álcoois secundários, porém os rendimentos para álcoois terciários são baixos pela competição com a reação de eliminação, em que ocorre a protonação do álcool e saída de água, resultando no alceno correspondente. Para estes casos, deve-se escolher um dos métodos a seguir. A reação pode ser aplicada também com fenóis.

#### Outras substituições
A reação entre cloretos de ácido e álcoois, forma ésteres. Esta reação libera bastante calor e deve ser realizada com cautela; além disso os cloretos de ácido são reagentes corrosivos e suscetíveis à hidrólise. A reação genérica está mostrada a seguir.

síntese de ésteres a partir de cloretos de ácido

Os anidridos de ácido carboxílico são muito utilizados para a síntese de ésteres, transferindo o grupo acila (R-C=O) para um álcool ou fenol. A aspirina é sintetizada a partir do ácido salicílico e do anidrido acético.

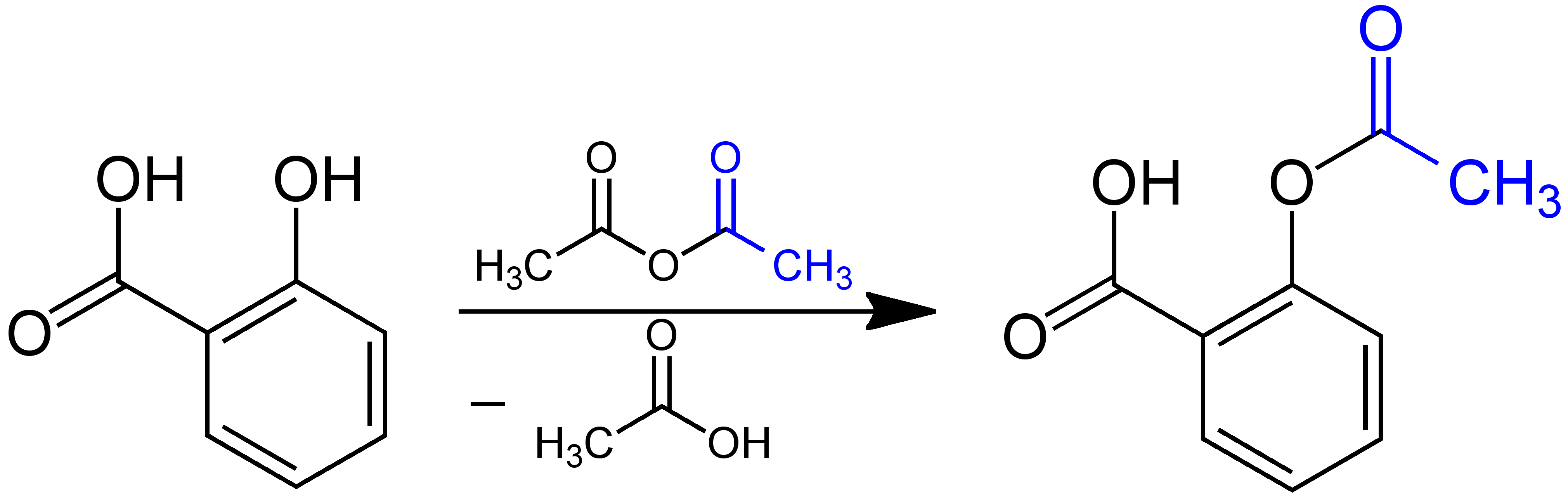
síntese da aspirina

### Transesterificação

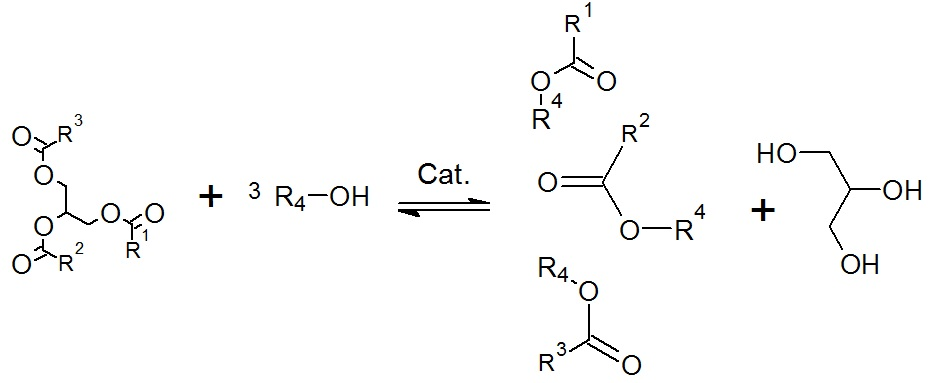
reação de transesterificação

A transesterificação é a transformação de um éster em outro. A reação é amplamente utilizada para degradar triglicerídios de ácidos graxos e o poli (tereftalato de etileno) é produzido pela transesterificação de tereftalato de dimetila e etileno glicol:
A reação de um éster genérico com metanol resulta na formação do éster metílico.
RCO2R ′ + CH3OH → RCO2CH3 + R′OH
Ácidos e bases forte atuam como catalisadores, porém os mecanismos de reação são distintos. Enquanto os ácidos ativam os ésteres para o ataque nucleofílico do álcool, a base remove o próton do grupo OH do álcool e forma o alcóxido (álcool negativo) que é um melhor nucleófilo do que o álcool. A catálise por base tem o inconveniente da reação de saponificação, formando o sal do ácido carboxílico.

### Esterificação de ácidos carboxílicos com epóxidos
Os ácidos carboxílicos são esterificados por tratamento com epóxidos, dando β-hidroxiésteres:
RCO2H + RCHCH2O → RCO2CH2CH (OH) R
Esta reação é empregada na produção de resinas de resina de éster de vinil a partir de ácido acrílico.

### Processo petroquímico
Obtenção de ésteres a partir da reação de ácidos com alcenos:
Exemplo: Ácido propanoico + propeno → propanoato de isopropila
CH3-CH2-COOH + CH2=CH-CH3 → CH3-CH2-COO-CH(CH3)-CH3
Os ésteres também podem ser preparados a partir da reação de um cloreto ou anidrido de ácido com álcool ou fenol.

### Outras reações
- Rearranjo de Favorskii de uma α-halocetona na presença de uma base;
- Oxidação de Baeyer-Villiger de cetonas e peróxidos;
- Reação de Pinner de um nitrilos com um álcool;
- Abstração de um nucleofílio de um composto de um acilometal;
- Hidrólise de um composto de ortoéster em um ácido aquoso;

## Propriedades

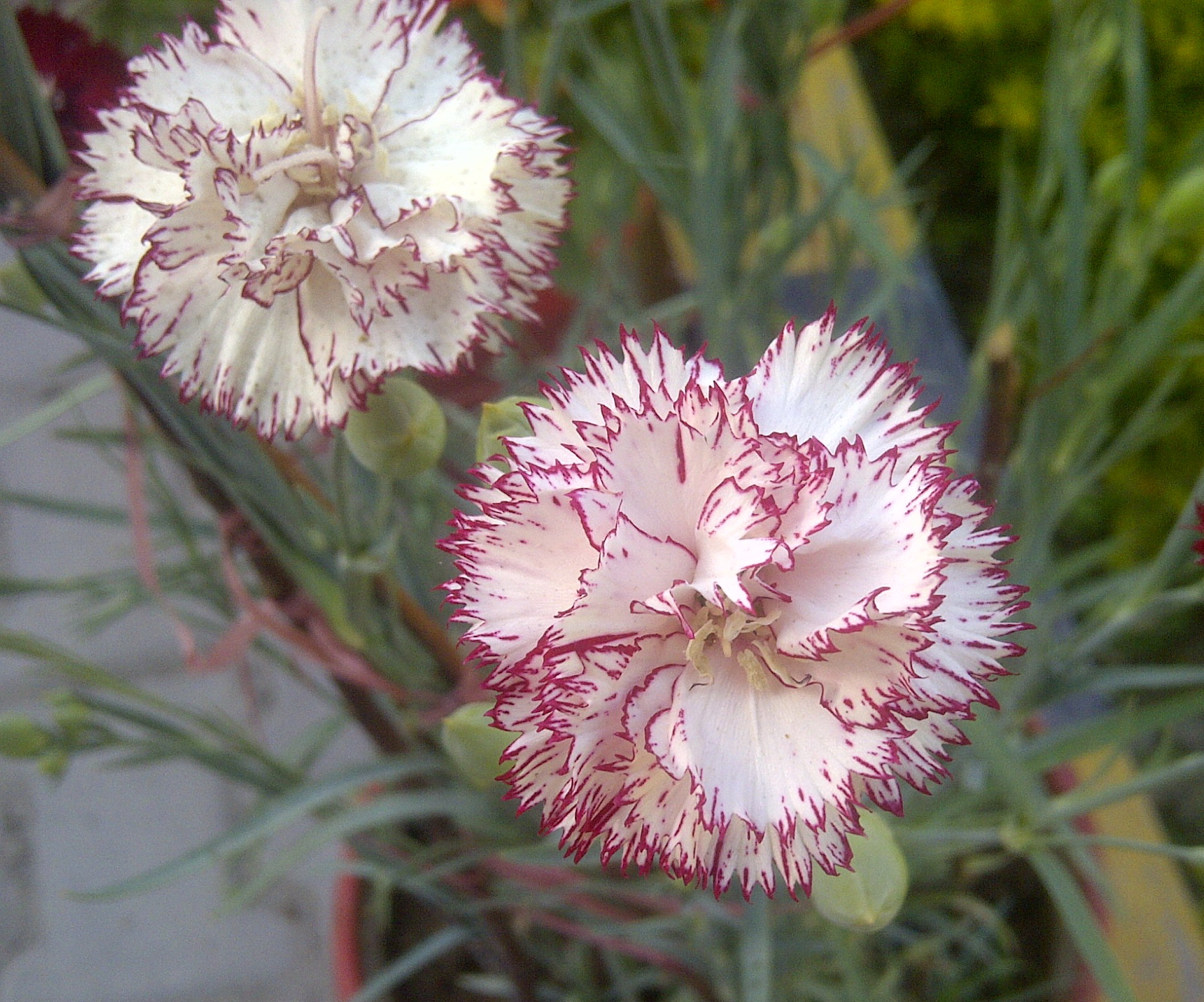
Os ésteres de cadeia curta costumam apresentar cheiro agradável. O metilsalicilato integra as substâncias responsáveis pelo aroma dos cravos.

### Físicas
- Ésteres de pequenas massas moleculares costumam ser líquidos voláteis, incolores e de odor agradável.
- Ésteres de massas moleculares médias são líquidos viscosos, xaroposos e gordurosos.
- Ésteres de elevadas massas moleculares são sólidos de aspecto similar à cera.
- Praticamente não apresentam polaridade molecular.
- Insolúveis em água, entretanto solúveis em álcool.
- Como não apresentam pontes de hidrogênio, possuem pontos de fusão e ebulição inferiores aos dos ácidos carboxílicos e aos dos álcoois de mesma massa molecular.

### Químicas

#### Hidrólise
do Gr. hýdor, água + lýsis, dissolução:
É uma reação química, em que um dos reagentes é a água. Através desta reação grandes moléculas como os lipídios, por exemplo, são decompostos em moléculas menores que os constituem.
Há basicamente dois tipos de hidrólise de ésteres: ácida e básica.
A hidrólise ácida ocorre em meio ácido e é um processo reversível, gerando um álcool e um ácido carboxílico:
R-COO-R1 + HOH {\displaystyle \rightleftharpoons } R-COOH + HO-R1
A hidrólise básica, ou saponificação, é realizada em meio básico. Trata-se de um processo irreversível, gerando álcool e um sal de ácido carboxílico:
R-COO-R1 + BOH(aq) → R-COO-B+ + HO-R1
Onde BOH é uma base, por exemplo, KOH.

#### Saponificação
É a reação de um éster com uma base originando um sal orgânico e um álcool.
Exemplo: Etanoato de metila + NaOH → etanoato de sódio + álcool metílico
CH3-COO-CH3 + NaOH → [CH3-COO][Na] + CH3-OH
Ou seja, a reação orgânica descrita ocorre quando misturamos algum tipo de éster (gordura vegetal ou animal; óleos; essências de frutas, flores e madeira; nas ceras de carnaúba e abelha, etc.) com hidróxido de sódio (soda cáustica) ou potassa cáustica, que pode ser encontrada na cinza vegetal. O calor produzido ao misturar-se os óleos ou gorduras, um álcali e água pura é suficiente para iniciar-se a reação química. Essa reação forma um sal orgânico e um álcool.
A saponificação pode ser aplicada em:
- produção de flavorizantes para a produção de refrescos, doces, pastilhas, xaropes, balas e etc.
- produção de sabões;
- como medicamentos;
- produção de perfumes e cosméticos;
- na alimentação.

Resumindo: saponificar é converter um corpo graxo em sabão ou em outras substâncias.

### Espectroscopia de infravermelho
Os espectros de infravermelho para ésteres apresentam uma banda aguda intensa na faixa de 1730 a 1750 cm‐ 1 atribuída a νC = O. Este pico muda dependendo dos grupos funcionais ligados ao carbonil. Por exemplo, um anel de benzeno ou ligação dupla em conjugação com o carbonil reduzirá o número de onda em cerca de 30 cm-1.

## Classificação

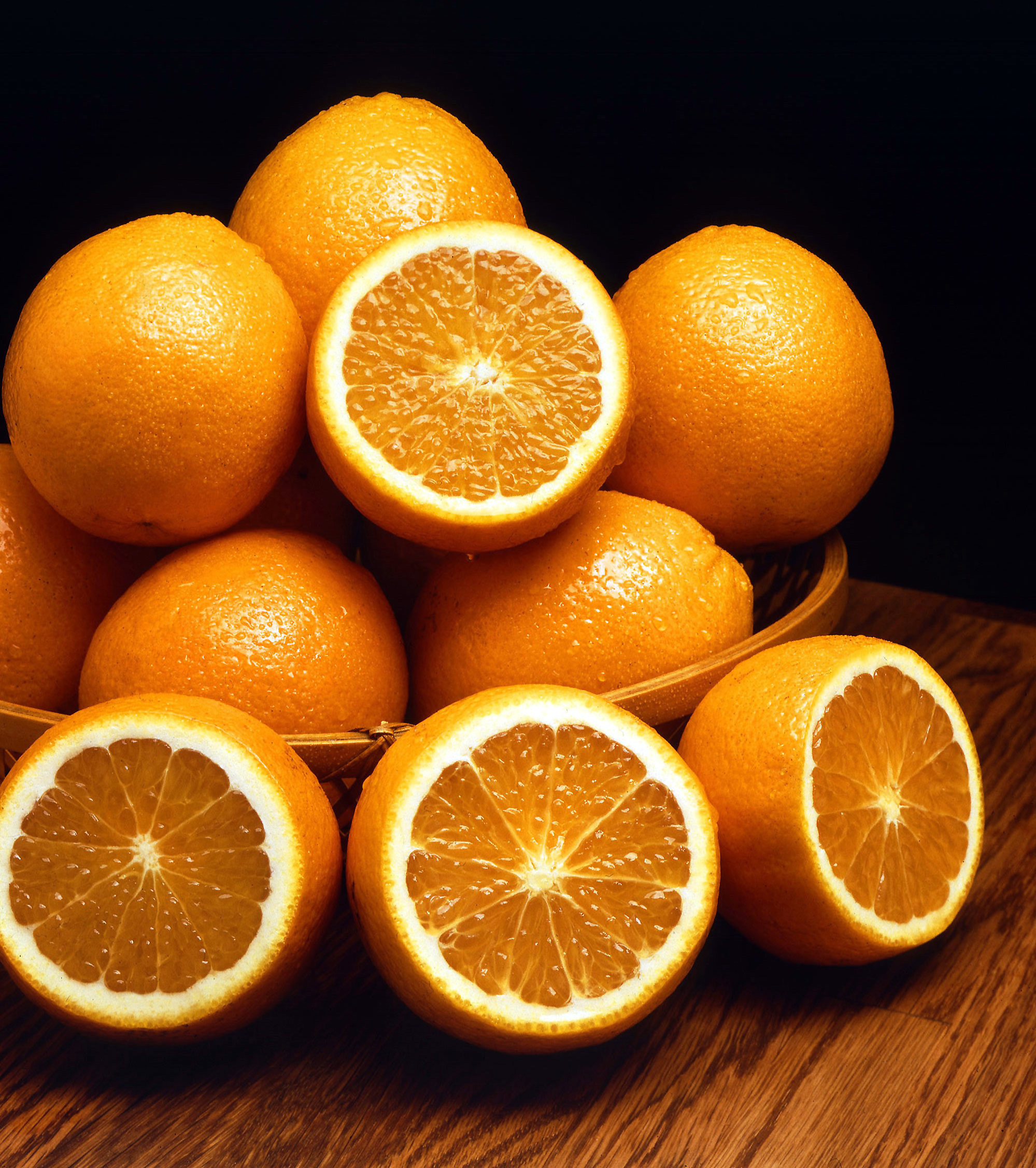
Os ésteres conferem às frutas seus sabores característicos. O acetato de octila é um dos responsáveis pelo sabor típico da laranja.

### Essências de frutas
Os ésteres podem ser classificados como: essências de frutas, lipídeos e ceras. Os ésteres oriundos de reações entre ácidos carboxílicos e álcoois/fenóis, ambos com cadeias carbônicas pequenas, são referidos genericamente por meio da denominação "essências de frutas". Elas recebem tal nome por conferirem sabor às frutas. Ademais, são empregadas pela indústria em guloseimas, a fim de replicar as especificidades de cheiro e gosto das frutas. A lista a seguir elenca os principais ésteres desse tipo, em ordem alfabética, e algumas de suas características.
| Nomenclatura oficial | Fórmula molecular | Fórmula estrutural        | Massa molar | Ocorrência                       |
| -------------------- | ----------------- | ------------------------- | ----------- | -------------------------------- |
| Benzoato de etila    | C9H10O2           | C6H6-COO-CH2-CH3          | 150 g/mol   | Cereja, uva.                     |
| Butanoato de butila  | C8H16O2           | H3C-(CH2)2-COO-(CH2)2-CH3 | 144 g/mol   | Abacaxi                          |
| Butanoato de etila   | C6H12O2           | H3C-(CH2)2-COO-CH2-CH3    | 116 g/mol   | Abacaxi, banana, morango.        |
| Butanoato de pentila | C9H18O2           | H3C-(CH2)2-COO-(CH2)3-CH3 | 158 g/mol   | Abacaxi, damasco, pera.          |
| Etanoato de benzila  | C9H10O2           | H3C-CH2-COO-CH2-C6H6      | 150 g/mol   | Jasmim, morango, pera.           |
| Etanoato de butila   | C6H12O2           | H3C-CH2-COO-(CH2)2-CH3    | 116 g/mol   | Maçã, mel.                       |
| Etanoato de pentila  | C7H14O2           | H3C-CH2-COO-(CH2)5-CH3    | 158 g/mol   | Banana, maçã.                    |
| Etanoato de octila   | C10H20O2          | H3C-CH2-COO-(CH2)6-CH3    | 172 g/mol   | Laranja                          |
| Heptanoato de etila  | C7H14O2           | H3C-(CH2)5-COO-CH2-CH3    | 158 g/mol   | Cereja, damasco, framboesa, uva. |
| Hexanoato de etila   | C8H16O2           | H3C-(CH2)4-COO-CH2-CH3    | 144 g/mol   | Abacaxi                          |
| Metanoato de etila   | C3H6O2            | HCOO-CH2-CH3              | 74 g/mol    | Limão, morango, rum.             |
| Pentanoato de etila  | C5H10O2           | H3C-(CH2)3-COO-CH2-CH3    | 130 g/mol   | Maçã                             |

### Triacilglicerídios
Os triacilglicerídios são ésteres do glicerol e de ácidos graxos, principais componentes dos óleos e gorduras. São elaborados por seres vivos a partir de ácidos graxos (ácidos carboxílicos com 12 ou mais átomos de carbono, geralmente em número par, e de cadeia alifática normal; podem ser saturados ou insaturados) e glicerol (propan-1,2,3-triol). Os triacilglicerídios são uma classe de lipídios, biomoléculas insolúveis em água.

exemplo de triacilglicerídio

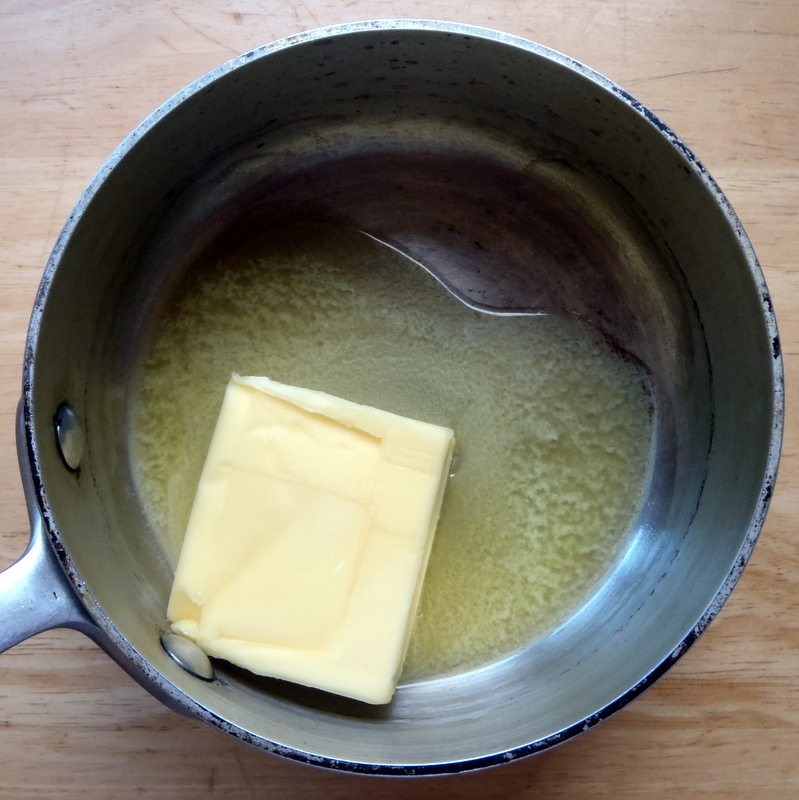
Os lipídeos, principais componentes de manteigas e margarinas, são ésteres de cadeias longas, formados a partir de reações entre ácidos graxos e glicerina.

Devido à presença de três grupos (-COO-) em suas cadeias, os lipídios são chamados de triésteres, triglicérido ou triglicerídeo. Os ácidos graxos podem ser distintos ou idênticos. As gorduras costumam ser de origem animal e, à temperatura ambiente, apresentam-se sólidas. Quando pelo menos dois deles forem saturados, isto é, apresentarem apenas ligações simples; o triglicerídio é classificado como gordura. Ao prevalecerem insaturações, ou seja, ligações duplas e/ou triplas; trata-se de um óleo. Os óleos geralmente provêm de vegetais e, à temperatura ambiente, são líquidas.
A tabela a seguir apresenta alguns ácidos graxos, formadores de lipídeos, e dados acerca deles. Embora alguns sejam mais leves que as essências de frutas, vale ressaltar que haverá, em triglicerídios, um trio de ácidos graxos, sem um trio de hidrogênios, combinados à glicerina, sem um trio de hidroxilas; não apenas uma molécula isolada de tais átomos. Assim, lipídeos deterão, de fato, masa molar superior à das referidas essências. Um triéster formado a partir de três moléculas de ácido butírico e uma de glicerina, por exemplo, terá massa molar igual a 302 g/mol (88 x 3 - 1 x 3 + 92 - 3 x 17 = 302). A última coluna da tabela, a fim de dar uma noção acerca das massas médias de lipídeos, informa a massa molar do triéster formado a partir de três moléculas desse ácido e uma molécula de glicerina. Entretanto, conforme já dito anteriormente, nem sempre os três radicais ligados à glicerina serão idênticos.
| Nomenclatura oficial        | Nomenclatura usual | Fórmula molecular | Fórmula estrutural              | Massa molecular | M.M.T.E.  |
| --------------------------- | ------------------ | ----------------- | ------------------------------- | --------------- | --------- |
| Ácido butanoico             | Ácido butírico     | C4H8O2            | H3C-(CH2)2-COOH                 | 88 g/mol        | 302 g/mol |
| Ácido octodecanoico         | Ácido esteárico    | C18H36O2          | H3C-(CH2)16-COOH                | 284 g/mol       | 890 g/mol |
| Ácido hexadecanoico         | Ácido palmítico    | C16H32O2          | H3C-(CH2)14-COOH                | 256 g/mol       | 806 g/mol |
| Ácido 9-12-octadecadienoico | Ácido linoleico    | C18H32O2          | H3C-(CH2)7-(CH)2-(CH2)2-CH-COOH | 280 g/mol       | 878 g/mol |
| Ácido octadec-9-enoico      | Ácido oleico       | C18H34O2          | H3C-(CH2)7-CH-(CH2)17-COOH      | 282 g/mol       | 884 g/mol |

## Ocorrência
Os ésteres são substâncias comuns na natureza. São encontrados:
- Nos óleos e nas gorduras.
- Nas essências de frutas, de madeiras e de flores.
- Nas ceras como a de carnaúba e a de abelhas.
- Nos fosfatídeos como os existentes no ovo e no cérebro.

Pela sua ocorrência na natureza, os ésteres podem ser classificados em três classes.
Os ésteres essenciais de flores e frutas, normalmente constituídas de cadeias de carbono pequenas e médias (até 8 carbonos). Possuem aroma agradável e estão presentes em flores e frutos. São obteníveis artificialmente e empregadas em alimentos como refrigerantes, sorvetes, doces, balas e em xaropes diversos. Um exemplo é o formiato de etila (HCOOC2H5), empregada como extrato artificial para xaropes de groselhas, rum, etc.
Determinados ésteres são usados isoladamente, como o acetato de amila, com forte aroma de banana (chamado, inclusive, comercialmente, de essência de banana. O acetato de octilo é usado como essência artificial de laranja. Outros são usados compostos com outras substâncias, para formular essências diversas, como o acetato de etila, que participa de formulações de essências artificiais de maçã, pera, framboesa, pêssego, groselha, etc.
Os lipídios e gorduras.
As ceras orgânicas ou cerídeos.

## Usos e aplicações
- Produção de flavorizantes para a produção de refrescos, doces, pastilhas, xaropes, balas, etc.
- Produção de sabões.
- Produção de alguns medicamentos.
- Produção de perfumes e cosméticos.
- Na alimentação.
- Na produção de biocombustíveis.1